# Schweriner Seen
Schweriner Seen este o arie protejată (arie de protecție specială avifaunistică — SPA) din Germania întinsă pe o suprafață de 19.358 ha, integral pe uscat.

## Localizare
Centrul sitului Schweriner Seen este situat la coordonatele 53°42′17″N 11°31′10″E / 53.7047°N 11.5194°E.

## Înființare
Situl Schweriner Seen a fost declarat arie de protecție specială avifaunistică în aprilie 2008 pentru a proteja 45 de specii de animale.

## Biodiversitate
Situată în ecoregiunea continentală, aria protejată nu include niciun habitat protejat.
La baza desemnării sitului se află mai multe specii protejate de  păsări (45): pescăruș albastru (Alcedo atthis), rață fluierătoare (Anas penelope), Anas platyrhynchos platyrhynchos, Anas strepera strepera, Anser albifrons albifrons, gâscă cenușie (Anser anser), gâscă de semănătură (Anser fabalis), rață-cu-cap-castaniu (Aythya ferina), rața moțată (Aythya fuligula), buhai de baltă (Botaurus stellaris stellaris), Bucephala clangula, barză albă (Ciconia ciconia ciconia), erete de stuf (Circus aeruginosus), prepeliță (Coturnix coturnix), cristeiul de câmp (Crex crex), Cygnus columbianus bewickii, lebădă de iarnă (Cygnus cygnus), lebădă de vară (Cygnus olor), ciocănitoarea de stejar (Dendrocopos medius), ciocănitoare neagră (Dryocopus martius), presură sură (Emberiza calandra), muscar (Ficedula parva), Fulica atra atra, Grus grus grus, codalb (Haliaeetus albicilla), sfrâncioc roșiatic (Lanius collurio), pescăruș mic (Larus minutus), ciocârlie de pădure (Lullula arborea), Luscinia svecica cyanecula, ferestraș mic (Mergus albellus), Mergus merganser merganser, gaia neagră (Milvus migrans), gaia roșie (Milvus milvus), muscar sur (Muscicapa striata), rață cu ciuf (Netta rufina), viespar (Pernis apivorus), cormoran mare (Phalacrocorax carbo carbo), ploier auriu (Pluvialis apricaria), Podiceps cristatus cristatus, lăstun de mal (Riparia riparia), sitar de pădure (Scolopax rusticola), chiră de baltă (Sterna hirundo), turturică (Streptopelia turtur), silvie porumbacă (Sylvia nisoria), nagâț (Vanellus vanellus).